# Elena Stassova
Elena Dmitrievna Stassova (em russo:  Елена Дмитриевна Стасова; São Petersburgo, 3 de outubro (O.S. 3 de outubro) de 1873 – Moscou, 31 de dezembro de 1966) foi uma revolucionária soviética russa, velha bolchevique e uma das primeiras líderes da organização que se tornaria o Partido Comunista da União Soviética.
Stassova nasceu em uma eminente família aristocrática em São Petersburgo. Ela trabalhou como professora durante sua juventude e abraçou a política revolucionária. Em 1898, ela se juntou ao Partido Operário Social-Democrata Russo (POSDR) na época de sua criação. Após a divisão ideológica do POSDR em 1903, Stassova se juntou à facção bolchevique de Vladimir Lenin. Ela continuou suas atividades revolucionárias na Rússia, Suíça e Finlândia, apesar das frequentes ameaças de prisão e deportação. Em 1913, ela foi exilada para a Sibéria, mas retornou a São Petersburgo pouco antes da Revolução de Fevereiro. Ela foi nomeada secretária e membro suplente do Comitê Central, mas em 1920 ela foi totalmente excluída do poder soviético. Depois, Stassova foi representante do Comintern na Alemanha até 1927, quando retornou à Rússia e assumiu uma posição de liderança no Socorro Vermelho Internacional (MOPR). De 1938 a 1946, ela encontrou trabalho como editora da revista Literatura Internacional. Stassova morreu em 1966, aos 93 anos.

## Biografia

### Primeiros anos
Elena Stassova nasceu em São Petersburgo em 1873, a mais nova de cinco filhos, em uma eminente família nobre. Seu pai era o promotor público Dmitry Stasov, enquanto sua tia era a ativista feminista Nadezhda Stassova.   Ela foi educada em casa até os 13 anos e depois na prestigiosa escola particular para meninas Tagantsev. Stassova descreveu seu despertar político como estando ligado à percepção de que outras pessoas "tornaram possível para nós, a intelectualidade, viver do jeito que vivíamos".  Com cerca de 20 anos, ela começou a lecionar em aulas noturnas e escolas dominicais em Ligovo, o que a colocou em contato com ativistas políticas femininas, como Nadezhda Krupskaya, futura esposa de Vladimir Lenin. Ela se juntou ao Partido Operário Social-Democrata Russo (POSDR) na época de sua criação em 1898, tendo como principal contribuição usar a casa de seus pais para armazenar literatura socialista ilegal. 

### Família
Seu avô, Vasili Stasov, foi arquiteto dos Imperadores de Todas as Rússias, Alexandre I e Nicolau I.  Seu tio era o crítico de arte Vladimir Stasov. Seu pai, Dmitry (1828–1918), foi o mais eminente advogado liberal russo de sua geração. Quando jovem, ele teve uma carreira promissora trabalhando para o Senado e como Arauto na coroação de Alexandre II, mas foi impedido de prestar serviços governamentais para sempre após ser preso durante uma manifestação estudantil. Ele abriu um consultório particular e foi advogado de defesa em vários julgamentos políticos, incluindo o julgamento de Dmitry Karakozov, o primeiro dos revolucionários a tentar assassinar Alexandre II, o Julgamento dos 50, que foi o primeiro julgamento político realizado em público na Rússia, e o maior julgamento político da Rússia, o Julgamento dos 193. Ele foi preso em 1880, por ordem do czar, e banido de São Petersburgo por um tempo. Mais tarde, ele foi presidente do Conselho Russo de Advogados. Um pianista entusiasmado, ele também foi cofundador do Conservatório de São Petersburgo com Anton Rubinstein.  A tia de Elena era a feminista Nadezhda Stassova, e sua irmã mais velha era a escritora Varvara Komarova-Stassova. 

### Revolucionária bolchevique

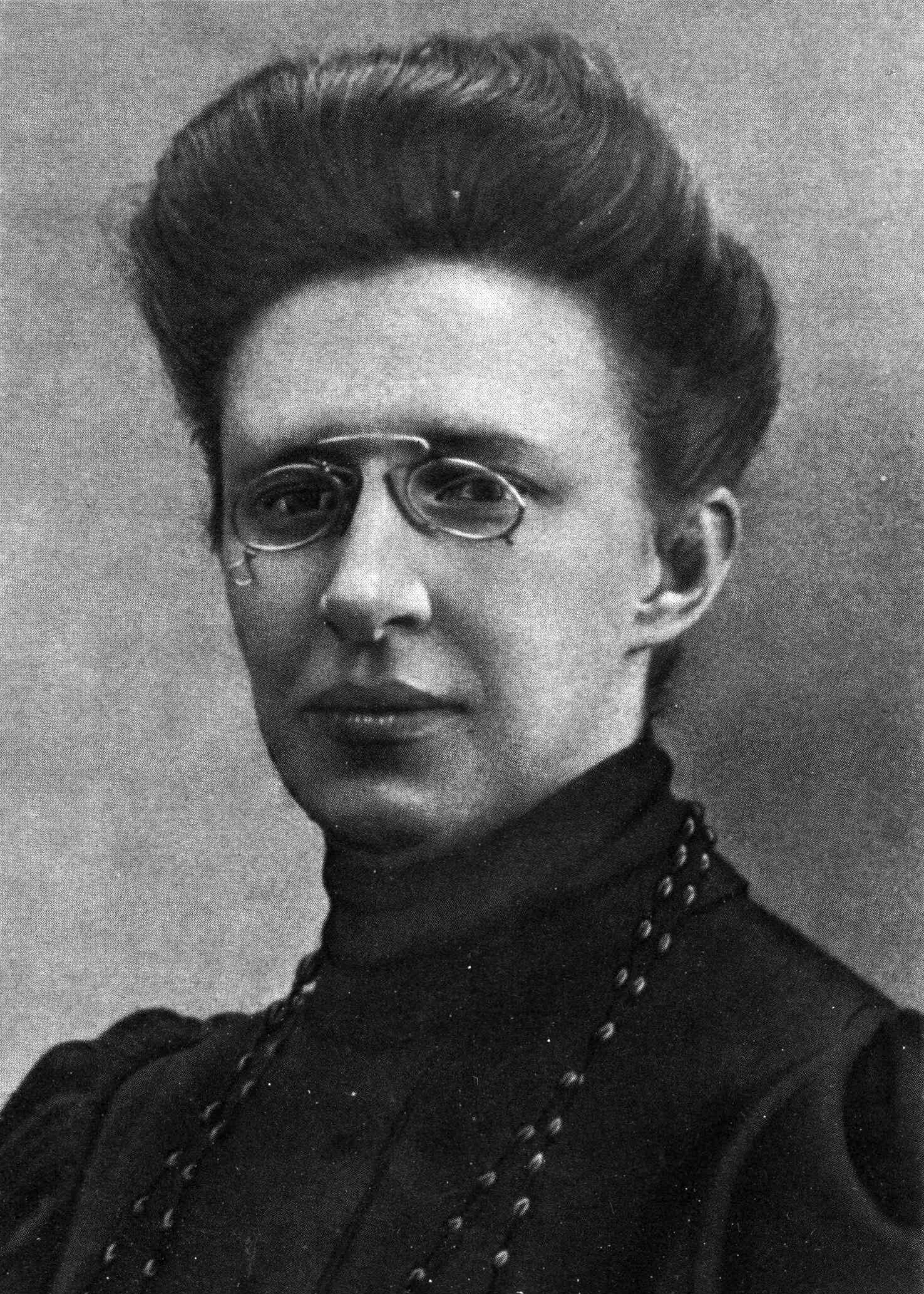
Stassova c. 1907

Quando o POSDR se dividiu em facções bolchevique e menchevique em 1903, Stassova se juntou a Lenin e aos bolcheviques como uma revolucionária profissional. Nos dois anos seguintes, Stassova adotou os pseudônimos "Absoluto" e "Espesso".  Outros pseudônimos que Stassova usou durante o período clandestino incluíam "Delta", "Heron", "Knol" e "Varvara Ivanovna".  Ela serviu como canal para o jornal de Lenin, Iskra, em São Petersburgo, até sua prisão em janeiro de 1904, o que a forçou a deixar a capital e se esconder em Minsk. Durante o resto do ano, ela viajou para várias cidades, atuando como especialista em "questões técnicas", como criar passaportes falsos, organizar rotas de fuga e fazer contato com simpatizantes no exército russo.  Ela também ensinou novos membros a codificar e decodificar.  Na primavera de 1904, Stassova foi nomeada secretária do Bureau Norte do Comitê Central Bolchevique. Em junho, ela foi designada para assumir o Gabinete do Sul, com sede em Odessa, mas foi presa e mantida na Prisão de Taganka por seis meses.  Ela foi libertada sob fiança em dezembro de 1904 e retornou a São Petersburgo, onde assumiu o cargo de secretária da organização bolchevique da cidade e, mais tarde, o de secretária do Comitê Central.
Stassova emigrou para Genebra, Suíça, em agosto de 1905, para dirigir a organização bolchevique no exterior enquanto Lenin estava na Rússia para a Revolução Russa de 1905. Ela retornou a São Petersburgo em janeiro de 1906 e depois se mudou para a Finlândia para organizar o contrabando de armas e ajudar a organizar o Congresso em Estocolmo, que deveria unificar as facções bolchevique e menchevique do POSDR. Presa em julho de 1906, após seu retorno a São Petersburgo, ela foi proibida pela segunda vez de viver na capital. Em 1907, ela se estabeleceu em Tiflis (hoje Tbilisi), a capital da Geórgia. 
Em janeiro de 1912, Stassova foi eleita membro suplente do Comitê Central do Partido Bolchevique. Ela era então secretária do gabinete russo do partido.  Presa ao retornar a Tíflis, em maio de 1912, ela foi julgada em maio de 1913, com Suren Spandaryan e outros, e condenada à deportação para a Sibéria. Ela foi autorizada a retornar a São Petersburgo no outono de 1916, e foi presa lá e mantida em uma delegacia de polícia durante a noite em fevereiro de 1917, mas liberada pela manhã devido à eclosão da Revolução de fevereiro. 

### Carreira política

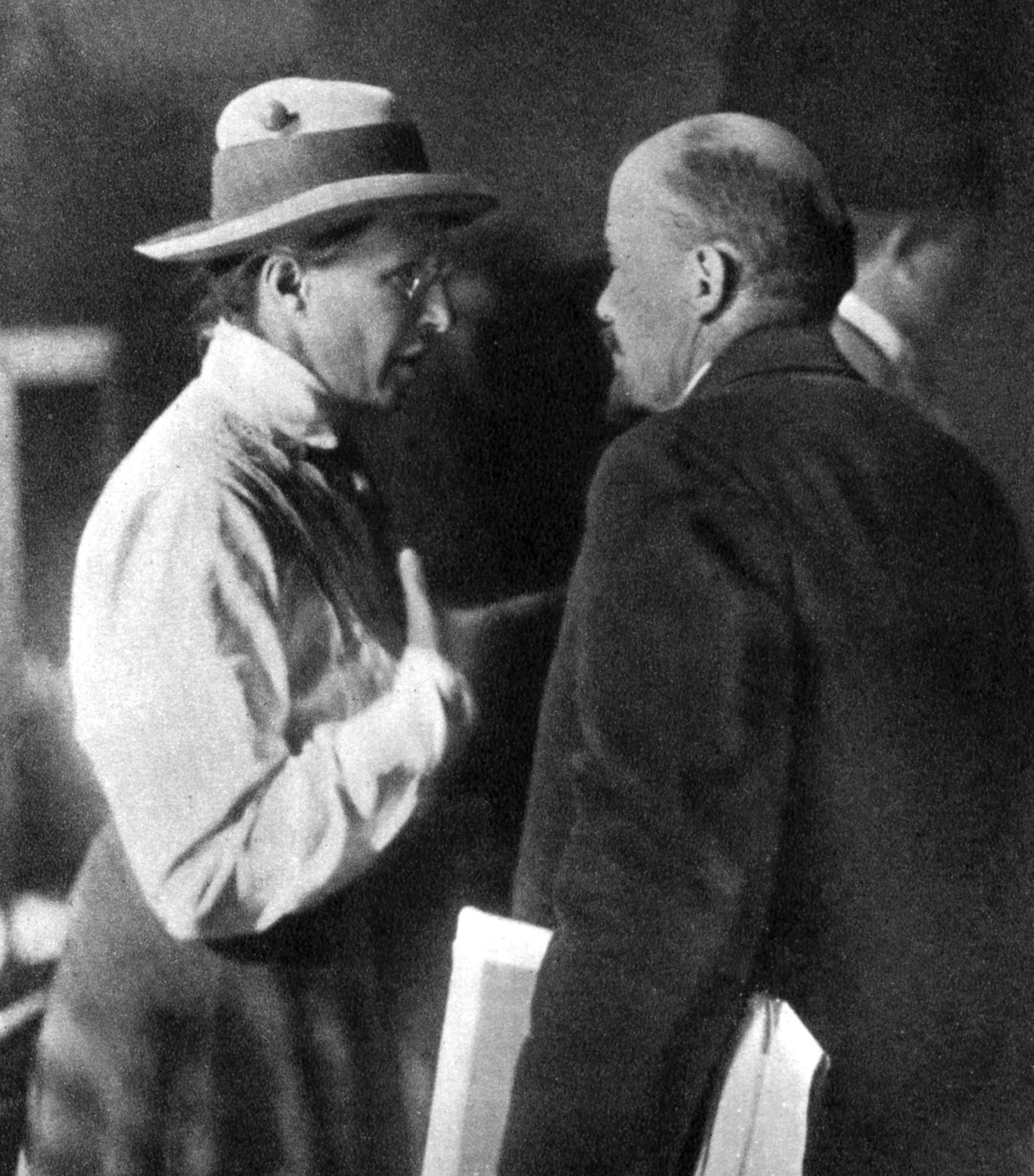
Yelena Stassova e Vladimir Lenin no 2º Congresso do Comintern, 1920

Após a Revolução de Fevereiro de 1917, Stassova tornou-se Secretária Técnica do Comité Central do Partido Bolchevique — uma posição que manteve durante a Revolução de Outubro, deixando finalmente o cargo em março de 1920.  Ela também foi nomeada membro suplente do Comitê Central Bolchevique pelo 6º Congresso do Partido Comunista Russo em 1917, e se tornou a única mulher eleita como membro pleno do Comitê Central pelo 7º Congresso de 1918 e pelo 8º Congresso de 1919. No entanto, o 9º Congresso de 1920 retirou-a tanto do Comitê Central como do secretariado do partido. 
Depois de ser removida do Comitê Central, Stassova trabalhou para a organização do partido de Petrogrado, de onde foi levada para o aparato do Comintern. Ela foi nomeada representante do Comintern no Partido Comunista da Alemanha (KPD) em maio de 1921. Ela usou o pseudônimo "Hertha"  e permaneceu na Alemanha até 1926, onde desempenhou um papel de liderança na filial alemã da organização Socorro Vermelho Internacional (MOPR), die Rote Hilfe. 
Stassova retornou à URSS em fevereiro de 1926.  No ano seguinte, foi nomeada vice-diretora-chefe do MOPR internacional, bem como chefe do Comitê Central da organização MOPR na URSS, cargos que manteve até 1937. 
Stassova serviu como membro da Comissão Central de Controle do Partido Comunista Russo de 1930 a 1934 e, em 1935, o 7º Congresso Mundial do Comintern a nomeou membro da Comissão Internacional de Controle. 
Ao contrário de muitos outros "Velhos Bolcheviques", Stassova não foi presa durante a mania de espionagem e o terror da polícia secreta que varreu a União Soviética no final da década de 1930, embora em novembro de 1937, Josef Stalin tenha dito ao chefe do Comintern, Georgi Dimitrov, que Stassova era "escória" e "provavelmente" seria presa. Ela foi demitida de seu posto no MOPR cinco dias depois, em 16 de novembro de 1937.  Excepcionalmente, ela manteve seu lugar na Comissão de Controle Internacional até que o Comintern foi abolido em 1943,  e em 1938 foi recontratada como editora da revista Literatura Internacional. Stassova continuou nesta função até 1946, quando se aposentou. 
Em 1948, ela recebeu uma "severa reprimenda" por dizer em uma palestra pública que "Lenin tratava todos os camaradas igualmente e até chamava Bukharin de 'Bukharchik'" — dez anos antes, Bukharin havia confessado ser um traidor. Mais tarde, ela escreveu que as palavras "escaparam" e que foi "um grave erro político" da sua parte. 

### Morte e legado
Após a morte de Stalin, Elena Stassova foi a última velha bolchevique sobrevivente que serviu no Comitê Central durante a revolução de 1917. Ela fez muito poucas aparições públicas depois de se aposentar, mas em 1961, ela foi uma dos quatro velhos bolcheviques que assinaram um apelo ao 22º Congresso do Partido Comunista da União Soviética para a reabilitação póstuma de Nikolai Bukharin. 
Um internato para estrangeiros em Ivanovo, Rússia, chamado Internato Internacional Ivanovo ("Interdom"), estabelecido pelo MOPR em 1933, recebeu o nome de Elena Stassova. 
Stassova morreu em 31 de dezembro de 1966 em Moscou e foi colocada em uma urna na Necrópole do Muro do Kremlin. 

## Obras
- Bandeiras do MOPR no Exterior: Relatório ao Terceiro Congresso do MOPR da União Soviética. Moscou: Comitê Executivo do Socorro Vermelho Internacional, 1931. (Assinatura dada como "H. Stassova" na capa.)

## Honrarias e prêmios
- Herói do Trabalho Socialista (1960)
- Ordem de Lenin (5 vezes: 1933, 1953, 1956, 1960, 1963)